# Villebout
Villebout is een gemeente in het Franse departement Loir-et-Cher (regio Centre-Val de Loire) en telt 137 inwoners (2005). De plaats maakt deel uit van het arrondissement Vendôme.

## Geografie
De oppervlakte van Villebout bedraagt 11,4 km², de bevolkingsdichtheid is 12,0 inwoners per km².
De onderstaande kaart toont de ligging van Villebout met de belangrijkste infrastructuur en aangrenzende gemeenten.

## Demografie
Onderstaande figuur toont het verloop van het inwonertal (bron: INSEE-tellingen).